# 角镜蛤
角镜蛤（学名：Dosinia exasperata），《中國動物志》認為是奋镜蛤之誤，是帘蛤目帘蛤科镜蛤属的一种。

## 分佈
主要分布于中国大陆的廣東陽江外的南鵬島、廣西北部灣、海南三亚湾、南沙，也見於日本、印度、泰國灣、菲律賓和澳大利亞的昆士蘭北部海域。常栖息在潮下带34米。